# Economía de Gabón
La economía de Gabón es caracterizada por su estrecha relación con Francia, además del gran número de inversionistas extranjeros, dependencia de mano de obra calificada extranjera y una disminución progresiva de la actividad agrícola. En cuanto a su renta per cápita, ésta es el cuádruple de la de muchas naciones del África subsahariana. Aunque por una alta desigualdad en los ingresos una amplia proporción de la población es pobre. Gabón dependió de la leña y del manganeso hasta que se descubrió petróleo a principios de los 70. Ahora el sector del petróleo supone el 50% del PNB y el 80% de las exportaciones.

## Historia económica

### Problemas financieros
El exceso de gasto en el Ferrocarril Transgabonés, el precio del crudo de 1986 y la devaluación del Franco CFA de 1994 causaron problemas de endeudamiento. Gabón se ha ganado una mala reputación ante el Club de París y el Fondo Monetario Internacional for la pobre administración de sus deudas e ingresos. Ciertas misiones del FMI han criticado al gobierno Gabonés por su exceso de gasto en elementos externos al presupuesto (tanto en buenos años como en malos), por la excesiva cantidad que tomó prestada del Banco Central y por no cumplir los plazos establecidos en privatizaciones y otras reformas administrativas. 
Los ingresos del petróleo dan a Gabón un fuerte PIB per cápita de 10 000$, extremadamente alto para la región. Por otro lado, la distribución de la renta es desigual y los indicadores sociales son negativos. La economía es altamente dependiente de la extracción de materiales primarios abundantes. Después del petróleo, la madera y el manganeso son los otros sectores notables. Gabón continúa haciendo frente a los precios fluctuantes de estos materiales, así como el de sus exportaciones de Uranio. Observadores extranjeros y locales lamentan constantemente la falta de transformación de materias primas en la economía gabonesa. Varios factores han dificultado su diversificación: un mercado de 1 millón de personas, la dependencia de las importaciones francesas, la inhabilidad de incorporar los mercados regionales, la ausencia de espíritu emprendedor o la renta estable proveniente del crudo están entre los más notables. Los sectores de producción y servicios son pequeños y están mayormente dominados por unos pocos inversores locales prominentes.
En 1992, el déficit fiscal aumentó hasta el 2.4% del PIB, y Gabón no fue capaz de atrasar su deuda bilateral, llevándole a la cancelación de los acuerdos de reestructuración con los acreedores públicos y privados. La devaluación del Franco CFA en un 50% el 12 de enero de 1994 dio lugar a una oleada inflacionaria única del 35%; el índice cayó a 6% en 1996. El FMI proporcionó un trato de espera de un año de duración entre 1994 y 1995 y una mayor facilidad de financiación durante tres años a partir de finales de 1995. Dichos acuerdos propiciarían el progreso en la privatización y la Disciplina fiscal. Francia aportó apoyo financiero adicional en enero de 1997 después de que Gabón cumpliese los objetivos que el FMI tenía para mediados de 1996. En 1997, un misión del Fondo Monetario Internacional en Gabón criticó al Gobierno gabonés por su gestión de los recursos y su incumplimiento de los plazos de pago. El repunte de los precios del petróleo en 1999 ayudó al crecimiento, pero los descensos en producción han supuesto un obstáculo para a Gabón a la hora de lograr  sus ganancias potenciales

## Comercio exterior
En 2020, el país fue el 97o exportador más grande del mundo (US $ 7.1 mil millones). En importaciones, en 2019, fue el 154º mayor importador del mundo: 2.100 millones de dólares.

## Sector primario

### Agricultura
Gabón produjo, en 2019:
- 337 mil toneladas de mandioca;
- 350 mil toneladas de plátano;
- 300 mil toneladas de caña de azúcar;
- 230 mil toneladas de ñame;
- 94 mil toneladas de taro;
- 47 mil toneladas de maíz;

Además de producciones más pequeñas de otros productos agrícolas.

### Ganadería
En 2019, Gabón produjo 10 millones de litros de leche de vaca, 28.000 toneladas de carne de caza, 3.900 toneladas de carne de pollo, 3.500 toneladas de carne porcina, 2.000 toneladas de carne de conejo, entre otros.

## Sector secundario

### Industria
El Banco Mundial enumera los principales países productores cada año, según el valor total de la producción. Según la lista de 2019, Gabón tenía la 82a industria más valiosa del mundo ($ 6.7 mil millones).

### Minería
En 2019, el país fue el tercer productor mundial de manganeso.
En la producción de oro, en 2017 el país produjo 1 tonelada.

#### Energía
En energías no renovables, en 2020, el país fue el 36º productor mundial de petróleo, extrayendo 173.600 barriles / día. En 2011, el país consumió 15.800 barriles / día (el 139o consumidor más grande del mundo). El país fue el trigésimo exportador de petróleo del mundo en 2010 (225,3 mil barriles / día). En 2015, Gabón era el 74.º productor mundial de gas natural, con una producción casi nula.
La producción de petróleo ahora está disminuyendo de su apogeo de 370.000 barriles por día en 1997. La caída de los precios del petróleo en 1998 tuvo un impacto negativo en los beneficios del gobierno y la economía.